# إد سادوفسكي
إد سادوفسكي (بالإنجليزية: Ed Sadowski) هو لاعب كرة قاعدة أمريكي، ولد في 19 يناير 1931 في بيتسبرغ في الولايات المتحدة، وتوفي في 6 نوفمبر 1993 في غاردين غروفي في الولايات المتحدة بسبب تصلب جانبي ضموري.

## وصلات خارجية
- إد سادوفسكي على موقع جمعية أبحاث البيسبول الأمريكية (الإنجليزية)